# Resolución 76 del Consejo de Seguridad de las Naciones Unidas
La Resolución 76 del Consejo de Seguridad de las Naciones Unidas fue adoptada el 5 de octubre de 1949, después de que el Presidente del Consejo de Seguridad recibiera un cablegrama de la Comisión Consular en Batavia solicitando que las Naciones Unidas asumieran los costos futuros de los observadores militares en Indonesia. El Consejo transmitió el mensaje al Secretario General.
La resolución fue adoptada por nueve votos contra uno (RSS de Ucrania) y una abstención de la Unión Soviética.